# Народное дело
Не следует путать с «одноимённым журналом» издававшимся М. К. Элпидином.
«Народное дело» (рус. дореф. «Народное дѣло») — газета партии социалистов-революционеров, издававшаяся Вятским губернским комитетом Партии социалистов-революционеров в 1917 году. Всего было выпущено шесть номеров газеты, два раза в неделю, с 15 октября (первый номер) до 8 ноября (последний номер) 1917 года.
Издателем-редактором был Владимир Николаевич Макушин (род. 1879) — эсер, журналист, кандидат в члены Учредительного собрания, председатель Губернского комитета партии и Исполнительного комитета губернского совета крестьянских депутатов.
Содержание номеров в основном посвящено предстоящим выборам в Учредительное собрание (в «Народном деле» публиковались биографические очерки кандидатов от эсеров с призывами голосовать за них), а также новостям из Петрограда, политической ситуации в других крупных городах и обстановке на фронте. Некоторые материалы представляют собой перепечатку новостей из столичных эсеровских изданий, другие посвящены актуальным событиям в Вятской губернии.